# Бетмен: Повернення Темного Лицаря
Бетмен: Повернення Темного Лицаря (англ. Batman: The Dark Knight Returns) — двосерійний direct-to-video супергеройський мультфільм, адаптація однойменного коміксу Френка Міллера «The Dark Knight Returns». Реліз першої частини відбувся 25 вересня 2012 року, друга частина вийшла 29 січня 2013 року.

## Частина 1
Минуло десять років з часу відставки Бетмена. Через відсутність супергероїв злочинці заполонили вулиці, і банда Мутанти, тероризує Ґотем-Сіті. 55-річний Брюс підтримує дружбу з 70-річним комісаром поліції Джеймсом Ґордоном.
Гарві Денту зробили пластичну операцію і відновили пошкоджену частину обличчя. Психіатри визнали його здоровим і відпустили на волю. Брюс Вейн вирішує повернутися на шлях боротьби зі злочинністю. Бетмен рятує 13-річну Керрі Келлі, яка пізніше вирішить приєднатися до Темного Лицаря. Люди по-різному реагують на повернення супергероя. Психолог Гарві Дента, Бартолом'ю Волпер, звинувачує Бетмена в ненавмисному породженні своїх власних ворогів.
Начебто вилікуваний Дент знову стає злочинцем. Гарві погрожує підірвати дві будівлі, якщо йому не заплатять викуп. Бетмен долає поплічників Дволикого і розуміє, що Дент хоче покінчити з собою і бомби вибухнуть навіть, якщо він отримає гроші. Бетмен знешкоджує одну бомбу, а друга, що знаходиться на вертольоті, вибухає високо в повітрі. Гарві Дент показує, що всередині він все ще Дволикий, хоча зовні він виглядає нормально.
Бетмен, на величезному броньованому Бетмобілі, нападає на збіговисько Мутантів на звалищі. Лідер Мутантів викликає його на дуель. Бетмен погоджується щоб довести собі, що він досі сильний. Лідер Мутантів мало не вбиває Бетмена. Керрі Келлі відволікає його і Бетмен використовує один зі своїх ґаджетів, щоб перемогти мутанта. Бетмен з Келлі повертаються в бетпечеру, де Брюс дозволяє Керрі стати його новим Робіном. Бетмен маскує Келлі, як одного з членів банди Мутантів; вона заманює всіх членів банди в західну частину міста, до каналізаційного стоку.
У поліцейському департаменті Ґотема, під час переговорів, заарештований лідер Мутантів вбиває мера міста. Комісар Ґордон навмисно випускає лідера банди, закриваючи всі виходи назовні, крім каналізації. На очах у всіх членів банди Бетмен нападає на їхнього лідера. У болоті, лідер Мутантів втрачає свою перевагу і Бетмен долає його.
Перемога Бетмена над лідером банди, що тероризував Ґотем, стає відома на все місто. Жителі міста натхненні діями супергероя і готові власними силами протистояти злочинності. Банда мутантів розпадається на дрібні банди. Одна з банд іменує себе «Сини Бетмена», вони обіцяють полювати на злочинців. Джеймс Ґордон йде у відставку, віддавши свій пост Еллен Їндел. У психлікарні Аркхем, через трансляцію про повернення героя, Джокер повертається в нормальний стан.

## Частина 2
Білий Дім занепокоєний поверненням Темного Лицаря і наказує Супермену переконати Бетмена остаточно піти у відставку.
Супермен прилітає саме тоді, коли Вейн намагається вибити злочинні плани з поплічників Джокера. Вони домовляються про зустріч. Наступного дня Кларк Кент попереджає Брюса про те, що влада накаже йому зупинити Бетмена.
Тим часом, Джокер бере участь у ток-шоу, і в прямому ефірі вбиває всіх присутніх в залі, включаючи ведучого програми і психіатра з Аркхема. Бетмен і Керрі Келлі дізнаються, що Джокер планує отруїти тисячі людей в парку розваг. Бомба вже закладена, і Робіну доводиться знешкоджувати пекельну машину, поки Бетмен переслідує Джокера, який без розбору розстрілює всіх на своєму шляху. Бетмен заганяє противника в кут і ламає йому шию. Поліція намагається схопити пораненого та знесиленого Бетмена, але безуспішно. Тіло Джокера згорає у вогні.
Американські і радянські війська продовжують вести бої за латиноамериканську острівну держава Корто Мальтезе. На боці США виступає Супермен, беручи гору над ворогом. Обурена поразкою СРСР запускає на острів ракету з ядерною боєголовкою. Супермен змінює курс ракети, але не запобігає вибуху. В результаті детонації утворюється потужний електромагнітний імпульс, що знищує всі системи комунікації та життєзабезпечення в США і викликає ядерну зиму. Оскільки місто поринуло в хаос, Бетмен закликає своїх помічників і громадян відновити порядок. Комісар поліції Їндел визнала, що Темний Лицар занадто Великий, щоб йому заважати.
Готем стає найбезпечнішим містом (в той час, коли в інших править хаос), а це виклик адміністрації президента, що стає приводом послати Супермена покінчити з Бетменом. Брюс домовляться про останню битву на «Алеї злочинності». Коли Супермен був готовий убити Бетмена, Олівер Квін, що прорвався через військових на даху, по сигналу випустив стрілу з криптонітовим наконечником. Бетмен перемагає Супермена. Сказавши останнє слово, Бетмен помирає від серцевого нападу, тоді ж особняк Вейна знищується вибухом і дворецький Альфред, якому було доручено позбутися доказів, трагічно помирає від інсульту поряд з місцем події. Робін і Зелена Стріла втікають від армії на Бет-танку.
Таємне стало явним, і в день похорону весь світ дізнався, що Бетменом був відомий мільярдер Брюс Вейн, всі секрети і технології якого знищені разом з маєтком, а фінансові активи зникли. Під час похорону Супермен почув слабке серцебиття під землею, але мовчки пішов.